# Sade Adu
Helen Folasade Adu (en yoruba: Fọláṣadé Adú [fɔ̄láʃādé ādú]; Ibadán, 16 de enero de 1959, conocida profesionalmente como Sade Adu o Sade /ʃɑːˈdeɪ/ shah-DAY) es una cantante y compositora británica de origen nigeriano, vocalista principal de su banda Sade. 
Es una de las artistas británicas más exitosas de la historia y a menudo se la reconoce como una influencia en la música contemporánea. En 1986, se convirtió en la primera artista nacida en Nigeria en ganar un premio Grammy cuando fue ganadora del premio Mejor artista novel. Desde entonces, ella junto a la banda han conseguido hasta cuatro premios Grammy hasta la fecha. Su éxito en la industria musical fue reconocido con el título de Oficial de la Orden del Imperio Británico en 2002, y luego fue condecorada como Comendadora en los Honores de Cumpleaños de 2017.

## Biografía
Helen Folasade Adu nació el 16 de enero de 1959 en Ibadan, estado de Oyo, Nigeria. De madre británica (Anne Hayes) y padre nigeriano (Adebisi Adu), a los cuatro años se fue con su madre y su hermano mayor, Banji, a vivir a Inglaterra cuando sus padres se separaron; para vivir con sus abuelos maternos cerca de Colchester, Essex. Durante su adolescencia no paraba de escuchar discos de Nina Simone, Peggy Lee y Astrud Gilberto. Este estilo de música le fascinaba.
Estudió en Clacton County High School y en Colchester Institute. A la edad de 18 años, se mudó a Londres y estudió diseño de moda en la facultad Saint Martin's School of Art. Estando allí, decide presentarse como vocalista cuando un par de viejos amigos de la facultad crean un grupo "hasta que encuentren una cantante". Sus estudios de diseño la llevaron a abrir una boutique, pero su amor por la música la llevó a cantar en un grupo funky de cierto carácter latino que respondía al nombre de Arriba. Desde ese momento descubrió un extraño placer en escribir letras. Más tarde, esta banda pasó a llamarse Pride, y luego cambió a Sade, que es una abreviatura de Folasade.

## Carrera

### 1980–1987: Inicios y primeros álbumes
Sade consigue firmar un contrato en 1983 con Epic Records y un año más tarde el resto de la banda. La banda comienzan a tocar por diversos clubs de la ciudad de Londres, como la discoteca Heaven de la capital inglesa, en gran parte gracias a la belleza y carisma de su cantante, que se vería reflejada en revistas de tirada internacional como Vogue, Cosmopolitan, Time... y en pocos meses se convirtió en la reina del jazz. Además, la banda 'Sade' se convirtió en un hito de década de los ochenta. Mientras el pop electrónico y la música con sintetizadores eran la tendencia de aquellos años, la banda hizo una atrevida apuesta por crear su propio sonido, de carácter más orgánico y más suave, una amalgama de pop con muchos géneros musicales (tan variados como el jazz, soul, funk, bossa nova, música africana y jamaicana y balada norteamericana, entre otros) finamente sellado por la voz tersa de Sade.
En 1984, su primer sencillo "Your love is king" pasó a ser un éxito dentro de los Top Ten, entrando en el número seis en la lista UK Singles Chart. Y así, súbitamente, Sade se convirtió también en un símbolo. Sólo un año después llegó a ser uno de los pocos artistas que han aparecido en la portada de la revista Time.
Con la publicación de su álbum de presentación Diamond Life, Sade se dirigía a una audiencia mundial. Del disco se extrajeron sencillos de éxito como "Your Love Is King", "Smooth Operator", "Why Can't We Live Together" y "Hang On To Your Love", permaneciendo 98 semanas en las listas británicas y 81 semanas en las listas estadounidenses. 
Sade recibió el premio BPI al mejor álbum, y un Grammy a la mejor artista revelación. El segundo álbum de estudio llegó en 1985, titulado Promise, un rico y evocador segundo álbum; que cosechó éxitos como: "Is It A Crime", "Never As Good As The First Time" y "The Sweetest Taboo", que ha sido algunos de los temas más oídos en la historia de la radio. Al igual que su predecesor, este también fue un éxito internacional que recibió un disco multiplatino.
En 1986, Sade hizo su debut en la interpretación, en la película de Julien Temple, Absolute Beginners, en el papel de Athene Duncannon. Además, junto con la banda participaron en la banda sonora de la misma. La película se estrenó en competición en el Festival de Cine de Cannes de 1986.

### 1988–2003: Continuo éxito y periodo de descansos
Tres años más tarde volvió a reunir al grupo para grabar Stronger Than Pride, un álbum de éxito del que se extrajeron sencillos memorables como "Paradise", "Love Is Stronger Than Pride" y "Nothing Can Come Between Us". Con el álbum llegó una gira por todos los continentes, incluyendo Europa, Australia y Japón y que supuso la primera gira a gran escala por América. A lo largo de su trayectoria, Sade ha contado siempre con una audiencia diversa, multirracial, que se siente atraída por el amplio concepto de música que tiene el grupo.
En 1992, Sade editó Love Deluxe, un álbum audaz y emocionalmente honrado que también fue un éxito comercial  y se ganó el reconocimiento de la crítica. En Estados Unidos permaneció 90 semanas en las listas, mientras que el sencillo "No ordinary love" se incluyó en la banda sonora de la película Una proposición indecorosa, protagonizada por Robert Redford. Además de aquí surgieron temas épicos, tales como "Feel No Pain", "Kiss Of Life", "Pearls" y "Cherish The Day".
En 1994, llegó el primer álbum recopilatorio, The Best of Sade, que incluía 16 temas, incluyendo el sencillo "Please Send Me Someone To Love"; y en 2000 se publica Lovers Rock, del que surgirían éxitos como "By Your Side" y "King Of Sorrow". Esto ocho años después de su anterior trabajo y con una venta de 40 millones de discos en su haber.

### 2009–2012:Soldier of LoveySade Live
El primer sencillo y tema principal, "Soldier of Love", se estrenó en la radio estadounidense el 8 de diciembre de 2009 y se lanzó digitalmente el 11 de enero de 2010. Los sencillos posteriores, "Babyfather" y "The Moon and the Sky". En la 53ª edición anual de los premios Grammy en 2011, la canción principal ganó a la mejor interpretación R&B vocal por un dúo o grupo, mientras que la canción "Babyfather" fue nominada a la  mejor interpretación pop vocal por un dúo o grupo.
El sexto álbum de estudio de la banda, Soldier of Love, fue lanzado en todo el mundo el 8 de febrero de 2010 y fue el primer álbum en diez años que contenía material nuevo. Tras su lanzamiento, el álbum recibió críticas positivas y se convirtió en un éxito. El álbum debutó en la cima de la lista Billboard 200 en los Estados Unidos con unas ventas de 502.000 copias en la primera semana. Soldier of Love se convirtió en el primer álbum de la banda en debutar en el número uno y el segundo álbum de la banda en alcanzar el número uno en la lista.
En abril de 2011, la banda inició su gira "Sade Live" (también conocida como "Once in a Lifetime Tour" o "Soldier of Love Tour"). La banda realizó una gira por Europa, América, Australia y Asia para promocionar el sexto álbum de estudio de la banda y su segundo álbum recopilatorio, The Ultimate Collection (2011). Esta gira marcó la primera gira de la banda en casi una década y ocupó el puesto 27 en el "Top 50 Worldwide Tour (Mid-Year)" de Pollstar, ganando más de 20 millones de dólares. A finales de 2011, la gira ocupó el décimo lugar en el "Top 25 Tours" anual de Billboard, ganando más de 50 millones de dólares con 59 espectáculos.

### 2018–presente: Regreso y actualidad
En marzo de 2018, ella (y la banda Sade reunida) lanzaron la balada acústica "Flower of the Universe" para la banda sonora de la película de Disney, A Wrinkle in Time. Más tarde ese año, Sade lanzó "The Big Unknown" para la banda sonora de la película de 20th Century Fox, Widows. El director de la película, Steve McQueen | Steve McQueen, declaró que Sade aceptó escribir la canción para la película, porque "la serie original de Viudas había resonado profundamente con ella". Durante un par de semanas en 2022, la banda visitó Miraval Studios en Francia por primera vez desde que grabaron algunos de sus álbumes Promise y Stronger Than Pride.

## Vida personal

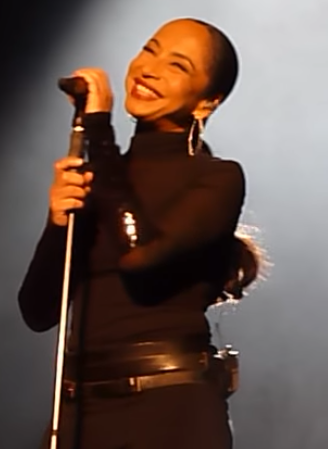
Sade en una presentación en Chile del 13 de octubre de 2011.

Mantuvo una relación con el periodista Robert Elms, y en 1989 se casó con el español Carlos Scola Pliego, director de documentales. Se divorciaron en 1995.
Durante su relación con el productor musical Bob Morgan, Sade dio a luz a su hijo, Izaak Theo Adu,  el 21 de julio de 1996. En 2016, durante el National Coming Out Day, Izaak reveló su identidad de transexual.
En los últimos años, Sade ha llevado una vida tranquila en la campiña inglesa, en un pueblo cerca de Stroud (Gloucestershire), junto a sus dos hijos, su pareja desde hace cuatro años -Ian Watts, un químico que fue marino de la Armada Real Británica-, y el hijo de este, Jack.
En el año 2002 fue galardonada con el ingreso en la Orden del Imperio Británico, en reconocimiento a sus logros artísticos y su defensa de los valores que sostienen a la sociedad.
Sade ha priorizado su vida personal sobre su carrera profesional. Su matrimonio, el nacimiento de su hijo en 1996, y su mudanza de la zona urbana de Londres a la zona rural de Gloucestershire, han consumido gran parte de su tiempo y atención. "Solo puedes crecer como artista siempre y cuando te permitas el tiempo para crecer como persona", expresó en un reportaje.

## Discografía
| Álbumes de estudio - 1984: Diamond Life - 1985: Promise - 1988: Stronger Than Pride - 1992: Love Deluxe - 2000: Lovers Rock - 2010: Soldier of Love | Otros álbumes - 1992: Remix Deluxe - 1994: The Best of Sade - 2002: Lovers Live - 2011: The Ultimate Collection - 2012: Bring Me Home Live 2011 - CD/DVD/Bluray |

## Giras y conciertos
- 1984: Diamond Life Tour
- 1986: Promise Tour
- 1988: Stronger Than Pride Tour
- 1993: Love Deluxe World Tour
- 2001: Lovers Rock Tour
- 2011: Sade Live

### Artículos
- Shapersofthe80s.com – Web con la carrera en imágenes y anéctodas de la vida de Sade Adu.
  - «2010, Comeback Shard Comfy as 'Auntie Sade'». Shapersofthe80s.com. WordPress.com. Consultado el 15 de septiembre de 2015.
  - «1981, First Blitz Invasion of the US». Shapersofthe80s.com. WordPress.com. 5 de octubre de 2010. Consultado el 15 de septiembre de 2015.
  - «1982, Strange Takes Fashion to the French». Shapersofthe80s.com. WordPress.com. 5 de octubre de 2009. Consultado el 15 de septiembre de 2015.

### Libros
- Bego, Mark (1986). Sade!. Toronto; New York: Paperjacks. ISBN 9780770104702.
- Ebby, Margaret (2012). Rock and Roll Baby Names: Over 2,000 Music-Inspired Names, from Alison to Ziggy.. New York: Gothem Books. ISBN 9781101561539. Consultado el 2 de septiembre de 2015.
- Elms, Robert (2014). The Way We Wore: A Life In Threads. London: Indie. pp. 192, 230, 236, 240-242, 259-260. ISBN 9781780258072.
- Vickers, Graham (2010). «W1 Le Beat Route». Rock Music Landmarks Of London. Omnibus Press. ISBN 9780857123091. Consultado el 21 de abril de 2016.
- Watson, Albert; Koons, Jeff; Kratochvil, Laurie (1994). Cycl[ops] (1st edición). Boston: Little, Brown and Company. ISBN 9780821221419.